# Rhêmes-Notre-Dame
Rhêmes-Notre-Dame é uma comuna italiana da região do Vale de Aosta com cerca de 112 habitantes. Estende-se por uma área de 86 km², tendo uma densidade populacional de 1 hab/km². Faz fronteira com Ceresole Reale (TO), Rhêmes-Saint-Georges, Tignes (FR-73), Val-d'Isère (FR-73), Valgrisenche, Valsavarenche.

## Demografia
| Variação demográfica do município entre 1861 e 2011                               |
|                                                                                   |
| Fonte: Istituto Nazionale di Statistica (ISTAT) - Elaboração gráfica da Wikipedia |